# 華埠站 (洛杉磯)
華埠站（英語：Chinatown station）为洛杉矶轨道交通A线的一个高架岛式车站，因在洛杉磯華埠附近而得名。车站位于北春街和学院街的交汇处。
车站的设计相对于其它车站有着中国风味。

## 车站艺术
车站的各种艺术品突出了中国的哲学文化。在车站的广场层面上有一个34英尺长的八卦。在车站的夹层有一个直径16英尺的易经表盘，展示了古代书中详述的六十四卦。

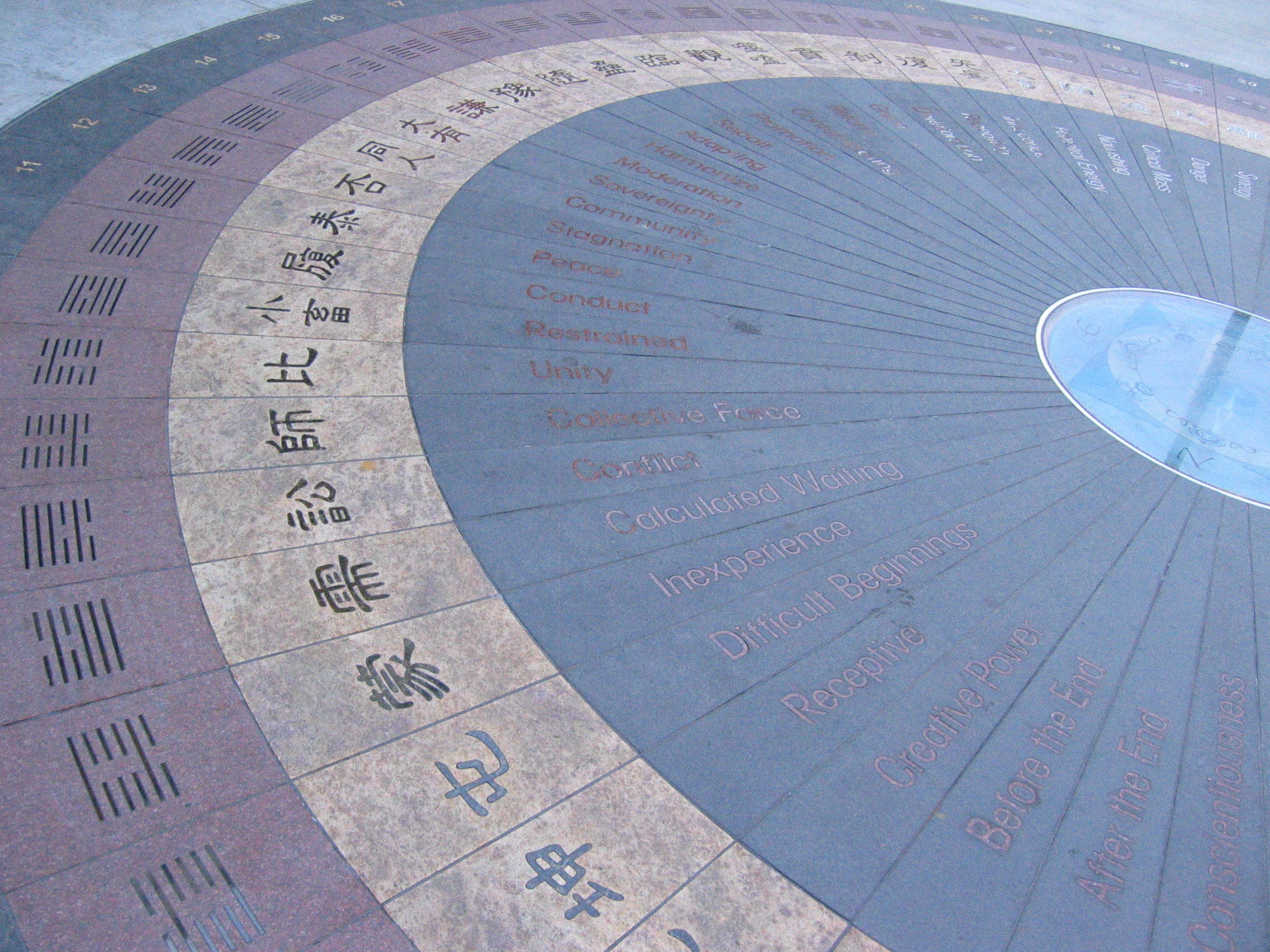
位于车站夹层的风水盘

## 公交换乘
- Metro Local: 45、76、81、83、84、90、91、94、96
- Metro Rapid: 794
- LADOT Commuter Express: 409、413、419
- LADOT DASH: B、DD（仅工作日）、Lincoln Heights/Chinatown